# Chamaepsila morio
Chamaepsila morio är en tvåvingeart som först beskrevs av Zetterstedt 1835.  Chamaepsila morio ingår i släktet Chamaepsila, och familjen rotflugor. Arten är reproducerande i Sverige.